# Copris sodalis
Copris sodalis là một loài bọ cánh cứng trong họ Bọ hung (Scarabaeidae).